# Стадион ФК Синђелић Београд
Стадион ФК Синђелић је фудбалски стадион у Београду на којем домаће утакмице игра ФК Синђелић Београд. Стадион се налази на Вождовцу, а има капацитет од 1500 седећих места.

## Опште информације
Стадион је отворен 1937. године, а налази се на адреси Војислава Илића 86 на тромеђи Врачара, Звездаре и Вождовца. Популаран назив стадиона је „Барутана”, а трибине примају 1500 гледалаца.